# الخشيبي
الخشيبي مركز في منطقة القصيم في السعودية، وهو مركز فئة (أ) ويرتبط مباشرة في إمارة منطقة القصيم. ويقطنها 4915 نسمة.

## عن الخشيبي
تقدر مساحة الخشيبي بما يقارب 800 كيلومتر مربع، والخشيبي عبارة عن وادي يمتد من الأعلى اتجاه الجنوب حدود مركز دخنة وينحدر إلى جهة الشمال بحدود ثلاثين كيلو وينتهي شمالًا في وادي الرمة، وبه معالم أثرية جبلية مثل جبل كير وهو أبرز المعالم ويوجد به أيضًا قصور في قمة الجبل ومسارات بين تلك القصور، وتلك القصور مازالت موجودة وقائمة في قمة الجبل ويوجد هناك كهوف قد استخدمت مساكن وعليها نقوش وكتابات لم تعرف وآبار قد نُحِتت بالصخر وكان يوجد بها عين شلاله على مدار العام، ويوجد هناك جبال متفرقة مثل جبل الحصانة والبويت وأم سنون والهضبتين وحليسه وهضبة كير والمضيبيعة وأم سباع وهذه الجبال مرتفعة ومنعزلة كل واحدة على حده وهي تقريبًا تمتد من جهة الخشيبي الشرقية.

## الموقع الجغرافي
يبعد مركز الخشيبي عن محافظة الرس 36 كيلومتر باتجاه الغرب، ويبعد عن مدينة بريدة 150 كيلومتر.

## الخدمات الحكومية
يوجد في مركز الخشيبي بعض الخدمات الحكومية ومنها مركز إمارة، ومركز صحي، ومدارس بنين وبنات من الابتدائي حتى الثانوي.

## رئيس المركز
رئيس مركز الخشيبي هو سلطان بن عبد الرحمن عبيد الزغيبي المحمدي الحربي.